# Beeltenisheuvel

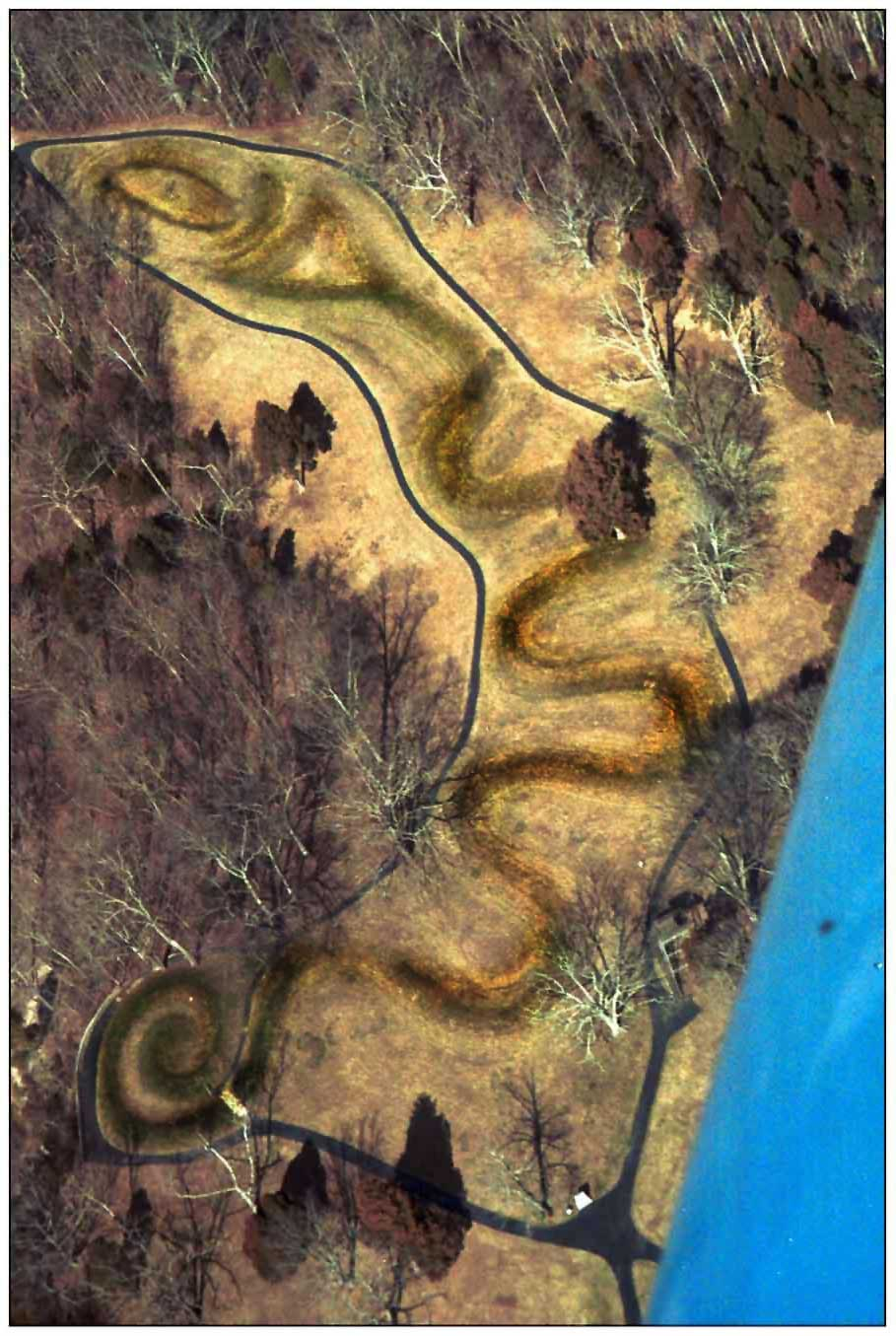
Great Serpent Mound, Ohio, gebouwd ca. 200 v.Chr

Een beeltenisheuvel (Engels: effigy mound) is een Noord-Amerikaans verhoogd aardwerk in de vorm van een gestileerd dier, symbool, religieus figuur, mens of dergelijke. De beeltenisheuvels waren voornamelijk geassocieerd met de jaren 550-1200 AD, tijdens de late Woodland-periode, hoewel radiokoolstofdatering de oorsprong van bepaalde heuvels zo ver terug als 320 v.Chr. dateerde.
Archeologen geloven dat ze in de eerste plaats voor religieuze doeleinden waren, hoewel sommige ook een grafheuvelfunctie vervulden. Door de Wisconsin Historical Society zijn in het noordelijke Midden-Westen meer dan 3.200 diervormige beeltenisheuvels geïdentificeerd.

## Geschiedenis

### Vroege Europese vermeldingen
De beeltenisheuvels zijn beperkt tot het noorden en oosten van de Verenigde Staten. Hoogstwaarschijnlijk waren de Fransen de eerste Europeanen die ze na 1673 tijdens hun expedities zuidwaarts vanuit Canada zagen.
Vroege landmeters en kolonisten merkten veel beeltenisheuvels op en brachten ze in kaart, maar veel locaties werden door landbouw en andere ontwikkelingen vernietigd.

### Mythologie
Na de "ontdekking" van beeltenisheuvels en andere heuvels in het hele land, ontstonden wilde theorieën over hoe en door wie ze waren gebouwd. De eerste theorieën waren nog het meest realistisch: aan het einde van de 17e eeuw ging men ervan uit dat de heuvels waren gebouwd door de indianen die nog in de buurt woonden. Deze logische veronderstellingen verloren aan populariteit naarmate er meer fantastische theorieën werden ontwikkeld. De meest populaire van deze 19e-eeuwse theorieën was dat een uitgestorven ras van Mound Builders de heuvels had gebouwd en vervolgens was verdwenen. Deze theorie werd in de jaren 1880 door archeologen van het Smithsonian Institution ontkracht.

### Theorieën over de oorsprong

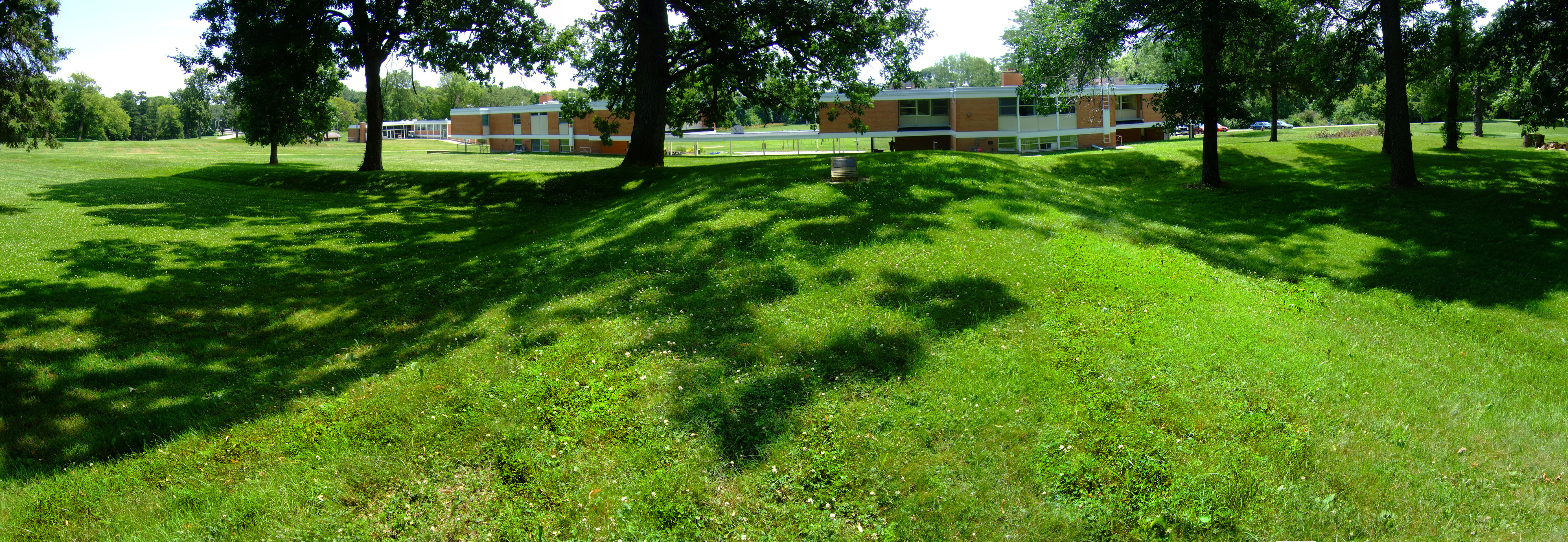
een van de vele adelaarvormige heuvels in Wisconsin, een beeltenis met een spanwijdte van 190m

Sommige archeologen geloven dat de heuvels werden gebouwd door bepaalde clans of groepen om hun totemdier te eren. De diervorm zou de clan of uitgebreide familie vertegenwoordigd van de persoon of persoon die in de heuvel was begraven. Anderen geloven dat de heuvels begraafplaatsen waren voor gewone mensen, terwijl weer anderen geloven dat het afgebeelde dier op de een of andere manier verantwoordelijk zou kunnen zijn voor de overgang van de overledene naar de volgende wereld. De heuvels kunnen ook jacht- en samenkomstgebieden van verschillende groepen aangeven. Ander bewijs suggereert dat beeltenisheuvels werden gebruikt voor allerlei rituelen en ceremonies, van geboorteceremonies tot begrafenisrituelen. 

## Verschijning

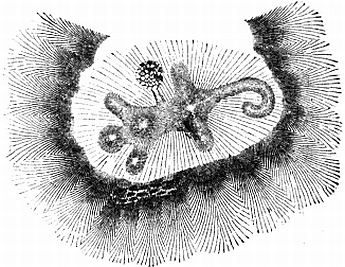
Alligator Effigy Mound, Ohio

De vroegste terpen zijn kegelvormig, de eenvoudigste en misschien meest intuïtieve manier van begraven. Opeenvolgende kegels zijn waarschijnlijk geëvolueerd tot lineaire heuvels. Vogelheuvels kwamen waarschijnlijk daarna, aangezien het wijzigen van een lineaire heuvel om een vogelheuvel te maken alleen de toevoeging van een kop en een staart vereiste. Van daaruit zijn veel verschillende diervormen ontstaan. 

## Locaties
Volgens de Amerikaanse National Park Service strekt het gebied waarin beeltenisheuvels worden gevonden zich uit van Dubuque, Iowa, in noordelijke richting tot in het zuidoosten van Minnesota, over het zuiden van Wisconsin van de Mississippi tot het Michiganmeer, en langs de grens tussen Wisconsin en Illinois. 

## Graven
De makers van de beeltenisheuvels begroeven een, twee of drie mensen in een enkele heuvel, meestal in enkelvoudige graven in opeenvolgende jaren. De grafgiften bevatten niet de rijkdom aan materiaal karakteristiek voor de Hopewellcultuur in Ohio. Dit bijna volledige gebrek aan artefacten die de doden vergezellen, duidt duidelijk op een cultuur die verschilde van de Hopewellcultuur, al zijn er ook heuvels met grafgiften van een Hopewell-type opgegraven in hetzelfde gebied, blijkbaar gebouwd in ongeveer dezelfde tijd als de beeltenisheuvels. Sommigen hebben gespeculeerd dat het gebrek aan grafgiften toont dat de beeltenisheuvelbouwers een egalitaire maatschappij hadden.

## Huidige staat
Honderden beeltenisheuvels zijn verloren gegaan door landbouw en andere ontwikkelingen. Veel van de resterende beeltenisheuvels maken deel uit van nationale, staats-, county- of gemeentelijke parken.
Alle beeltenisheuvels worden momenteel beschermd door staatswetten die verstoring van begraafplaatsen verbieden of, indien op federaal of tribaal land, de Archaeological Resources Protection Act, de Antiquities Act en de Native American Graves Protection and Repatriation Act.